# The Power Station
The Power Station est un supergroupe de rock américano-britannique. Il est formé par deux guitaristes de Duran Duran (John et Andy Taylor), le chanteur Robert Palmer, et le batteur du groupe Chic, Tony Thompson.
Il compte deux albums studio, participe à un épisode de Deux flics à Miami et est à la programmation du Live Aid. Le nom du groupe vient du studio new-yorkais du même nom où a été conçu leur premier album.

## Biographie
Au firmament de sa gloire des années 1980, venant successivement de sortir les hits The Reflex, Union of the Snake, The Wild Boys, le groupe Duran Duran décide de faire une pause. D'un côté, le bassiste John Taylor — l'un des fondateurs — crée alors The Power Station avec Andy Taylor, lui-même guitariste du groupe. Ce collectif comprend également Robert Palmer — chanteur crooner anglais à succès — et le batteur du groupe Chic, Tony Thompson. De l'autre, Nick Rhodes — autre fondateur de Duran Duran — s'en va avec le chanteur Simon Le Bon et le batteur Roger Taylor créer le groupe Arcadia. 
Trois singles sortiront et fonctionneront bien dans les charts anglais et américains et leur reprise de Get It On sera même en concurrence avec A View to a Kill de Duran Duran.
Le groupe original jouera peu en concert. Il y aurait une seule prestation avec Robert Palmer pour une émission du Saturday Night Live, le 16 février 1985. Pour leur tournée, ils décident de recruter Michael Des Barres, alors que Robert Palmer préfère partir enregistrer un album solo, Riptide. C'est donc l'acteur et chanteur qui chante au fameux concert de charité, le Live Aid du 13 juillet 1985, dans la partie États-Unis, qui a lieu au JFK Stadium à Philadelphie. Ce jour-là, le groupe y joue deux titres : Murderess et Get in on (Bang a Gong). Quelques heures plus tard, les guitaristes rejoignent Simon Le Bon, Nick Rhodes et Roger Taylor, et jouent quatre titres en tant que Duran Duran.
Le 10 avril 1985, le groupe apparait dans l'épisode Whatever Works de la série télévisée Deux flics à Miami (Miami Vice). La série a l'originalité de programmer des titres pop contemporains comme bande originale, mais aussi de souvent faire intervenir des artistes musicaux en tant qu'acteurs. C'est l'amitié entre Michael Des Barres et Don Johnson, la star de la série, qui aurait provoqué cette contribution du groupe. Dans l'épisode, John Taylor présente aux deux flics leur nouveau chanteur et vont sur scène, pendant que ceux-ci discutent. Ils y interprètent en entier le titre Get In On (Bang a Gong) en version live, y compris pendant une bagarre.
C'est aussi grâce à Michael Des Barres, qui est ami avec le producteur de cinéma Joel Silver, que le groupe se retrouve à écrire le titre-phare de la bande originale du film Commando avec Arnold Schwarzenegger. Le titre appelé à l'époque We Fight for Love se retrouve aujourd'hui dans la version remastérisée du premier album sous le titre Someday, Somehow, Someone's Gotta Pay.
Après ce premier album produit par Bernard Edwards, le groupe se sépare : John Taylor rejoint Duran Duran, Andy Taylor entame une carrière solo (et ne reviendra dans le groupe qu'en 2002), Tony Thompson rejoint le groupe Led Zeppelin pour le concert du Live Aid, avant d'être victime d'un accident de voiture, Robert Palmer continue sa carrière solo alors que Michael Des Barres enregistre son second album solo.
Dix ans après, le groupe se reforme pour un second album (de nouveau avec Robert Palmer). John Taylor ne participe pas au projet pour raisons personnelles. Il est remplacé par Bernard Edwards qui tient la basse après avoir produit le premier album en 1985. Ce dernier devait entamer la tournée avec le groupe quand il décède d'une pneumonie le 18 avril 1996 après un concert de Chic à Tokyo. Il est à son tour remplacé par Guy Pratt, puis Manny Yanes, et un second guitariste, Luke Morley. Le groupe s’arrête définitivement peu après.
Après ces pauses, le groupe Duran Duran se reforme de suite sans Andy et Roger Taylor le batteur, puis plus tard, sans John Taylor parti en 1996 faire une carrière solo, et la formation connait une baisse de popularité et de succès. Le groupe original se réunira en 2002 et renouera avec le succès.
Robert Palmer et Tony Thompson meurent en 2003.

## Membres
- Robert Palmer – chant, claviers (1984–1985, 1995–1997)
- Andy Taylor – guitare (1984–1985, 1995–1997)
- John Taylor – basse (1984–1985)
- Tony Thompson – batterie (1984–1985, 1995–1997)
- Bernard Edwards – basse (1995–1996)

## Personnel additionnel
- Michael Des Barres  - chant (invité sur une chanson du premier album en 1984 puis sur leur tournée en 1985)
- Roger Taylor - percussions (sur le premier album 1984)

## Discographie

### Albums studio
- 1985 :  The Power Station (album) (US #6; UK #12[5])
- 1996 : Living in Fear
- 2003 : Best of: Ten Best Series
- 2005 : The Power Station : 20th Anniversary Edition

### Singles
| 1985                              | Some Like It Hot        | 14 | 6  | 34 | 17 | The Power Station |
| 1985                              | Get It On (Bang a Gong) | 22 | 9  | 19 | —  | The Power Station |
| 1985                              | Communication           | 75 | 34 | —  | —  | The Power Station |
| 1996                              | She Can Rock It         | 63 | —  | —  | —  | Living in Fear    |
| « — » non inscrit dans les charts |                         |    |    |    |    |                   |